# 벨리즈 올림픽 코먼웰스 게임 협회
벨리즈 올림픽 코먼웰스 게임 협회(영어: Belize Olympic and Commonwealth Games Association)는 벨리즈의 국가 올림픽 위원회이다. IOC 코드는 BLZ이다. 본부는 벨리즈시티에 있으며 범아메리카 스포츠 기구에 소속되어 있다.
영국령 온두라스 시대였던 1968년에 설립되었으며 같은 해에 국제 올림픽 위원회의 승인을 받았다. 올림픽, 팬아메리칸 게임, 중앙아메리카·카리브해 경기 대회, 코먼웰스 게임을 비롯한 국제 스포츠 대회에 참가하는 벨리즈의 선수들을 대표한다.

## 같이 보기
- 올림픽 벨리즈 선수단